# Джумхурият
«Джумхурият» (тадж. Ҷумҳурият, перс. جمهوریت‎, от араб. جمهورية‎ - республика) — общественно-политическая и деловая газета на таджикском языке, учрежденная 15 марта 1925 года. В настоящее время является официальным печатным органом Президента Республики Таджикистан и Правительства Республики Таджикистан. Издатель — редакция газеты «Джумхурият», учредитель — Президент Республики Таджикистан и Правительство Республики Таджикистан.
Тематика газеты — освещение событий в Таджикистане и за рубежом, аналитика и комментарии, обзор вопросов политики и экономики, социально-правовые, событий культурной и спортивной жизни.
Газета выпускается в печатном виде. Объем газеты «Джумхурият» 4-16 полос; выходид  пять раз в неделю; формат — А2.
Главный редактор газеты «Джумхурият» — Курбонали Рахмонзода.

## История газеты
Первый номер газеты под названием «Иди Тоҷик» вышел из печати тиражом 1000 экз. 15 марта 1925 г. в городе Душанбе. Газета учреждена как орган Таджикского Оргбюро КП (б) Узбекистана, Центрального ревкома и Совпрофа Таджикской АССР. Второй номер газеты печатался под названием «Бедории Тоҷик», тиражом 2500 экз.
С 1928 года по декабрь 1954 года газета выходила под названием «Тоҷикистони сурх» («Красный Таджикистан»), а с 1 января 1955 года по сентябрь 1991 года под названием «Тоҷикистони Советӣ».
С сентября 1991 года газета стала печататься под названием «Джумхурият».
Главными редакторами газеты на протяжении многих лет работали выдающиеся личности как Абулькасим Лахути, Аминджон Шукухи, Самад Гани, Ашур Халимов, Гоиб Каландаров,
Шодди Саидов, Ибод Файзулло, Нур Табаров, Мазхабшо Мухаббатшоев, Шохмузаффар Ёдгори, Субхон Кошонов, Камол Абдурахимов и Мухаммад Гоиб.
С 2015 года газету возглавляет Қурбоналӣ Раҳмонзода.
Редакция газеты расположена на пятом этаже газетно-журнального комплекса «Шарки Озод», по адресу:
г. Душанбе, проспект Саъдии Шерози, 16.

## Структура газеты
Газета «Джумхурият» состоит из 6 подредакций и отделов:
1. Ответственный секретарь - Фируз Немонов
2. Редакция «Право» — редактор Фируз Джумаев
3. Редакция «Экономика» — редактор Сайидвали Азизов
4. Редакция «Культура» — редактор Мухаммадулло Табаров
5. Редакция «Информации» — редактор Шафоатулло Шокиров
6. Отдел «Рекламы» — редактор Маматов Авазжон Икромжонович

## Корреспонденты газеты в разные годы
- Косим Дайлами
- Али Хуш
- Нисор Мухаммад
- Мирзо Турсунзаде
- Мутеуло Наджмиддинов
- Фазлиддин Мухамадиев
- Мамадвафо Мамадризоев
- Олимчон Раджабов
- Хилолиён Аскар
- Махмудджон Шахобиддинов
- Курбон Мадалиев
- Усмон Солех (Солиев Усмон Худонайзарович)
- Саидмурод Фаттоев
- Мирзомахмуд Мирбобоев
- Максуджон Хусейнов
- Талъат Нигори
- Расулова Хайринисо
- Мунаввар Сафаров
- Фотех Абдулло
- Мирзо Фирузов